# Radim Fiala (herec)
Radim Fiala (* 9. ledna 1971 Brno) je český divadelní, televizní a filmový herec.
V roce 1993 vystudoval činoherní herectví na Divadelní fakultě Janáčkovy akademii múzických umění v Brně. Svou hereckou kariéru započal v brněnském Divadle Husa na provázku, strávil tam 14 let a v roce 2006 odtud odešel do Prahy.
Věnuje filmu a televizi. Jeho nejznámějšími filmy jsou: Tmavomodrý svět, Tobruk, Hranaři nebo Stůj, nebo se netrefím. V televizi hraje spíše v seriálech, jako například Ordinace v růžové zahradě 2, kde představuje doktora Petra Hanáka. Dále hrál také v seriálu Rodinná pouta nebo Četnické humoresky. Účinkoval také v promo videu taneční skupiny Dogga Clan na 19. ročníku streetdancové akce Dance Floor Attack v roce 2024.

## Filmografie
| Rok  | Název                                 | Role                     | Poznámky                                            |
| ---- | ------------------------------------- | ------------------------ | --------------------------------------------------- |
| 1993 | Prosté krutosti                       |                          | televizní film                                      |
| 1998 | Stůj, nebo se netrefím                | motospojka Hans J. Fiala |                                                     |
| 1999 | Ze života pubescentky                 | tajný                    | televizní film                                      |
| 1999 | Polojasno                             | poručík Bárta            | televizní film                                      |
| 2000 | Tmavomodrý svět                       | Jura Sysel               |                                                     |
| 2000 | Četnické humoresky                    |                          | televizní seriál, epizoda: „Hypnotizér“             |
| 2005 | Kamenný klíč                          | Bářin otec               | televizní film                                      |
| 2005 | Hrubeš a Mareš jsou kamarádi do deště |                          |                                                     |
| 2006 | Experti                               | muž v kondici            |                                                     |
| 2006 | Prachy dělaj člověka                  | vyšetřovatel             |                                                     |
| 2007 | Václav                                | reprezentant             |                                                     |
| 2008 | Tobruk                                | poručík Halík            |                                                     |
| 2008 | Ordinace v růžové zahradě             | MUDr. Petr Hanák         | televizní seriál                                    |
| 2011 | Alma                                  | Roman                    | televizní film                                      |
| 2011 | Čapkovy kapsy                         | mladý strážník Panenka   | televizní seriál, epizoda: „Muž, který se nelíbil“  |
| 2011 | Hranaři                               | Marek                    |                                                     |
| 2013 | České století                         | voják                    | televizní seriál, epizoda: „Den po Mnichovu (1938)“ |
| 2013 | Roznese tě na kopytech                | René                     | televizní film                                      |
| 2015 | Atentát                               | člen ochranky            | televizní seriál                                    |
| 2015 | Stopy života                          |                          | televizní seriál, epizoda: „Duch silnic“            |
| 2016 | Mordparta                             | Marek                    | televizní seriál                                    |
| 2019 | Špindl 2                              | Martin Král              | televizní film                                      |
| 2019 | Nabarvené ptáče                       | Cossack                  | televizní film                                      |
| 2020 | Polda                                 | Fryč                     | televizní seriál                                    |
| 2021 | Ubal a zmiz                           | Kapitán                  | televizní film                                      |